# Unter weißen Segeln – Kompass der Liebe
Unter weißen Segeln – Kompass der Liebe ist ein deutscher Fernsehfilm von Bernhard Stephan aus dem Jahr 2004. Der zweite Teil der Fernsehreihe Unter weißen Segeln wurde am 12. März 2004 im Programm Das Erste erstmals ausgestrahlt. Als Gastdarsteller sind Christian Kohlund, Eleonore Weisgerber, Stefanie Schmid, Ivonne Schönherr, Julia Palmer-Stoll, Barbara Magdalena Ahren und Adrian Zwicker zu sehen. Christine Neubauer verkörpert Marlene, die Cruise-Managerin, und Robert Giggenbach den Kapitän Arno Köhler.

## Handlung
Marianne Bauer, Leiterin eines Berliner Gartencenters, kann sich eine Frage nicht beantworten: Liebt sie ihren Mann Rudolf noch? Dieser hatte Marianne unlängst nach 20 Ehejahren wegen der deutlich jüngeren Tamara verlassen und plant nun mit seiner neuen Freundin eine Kreuzfahrt in der Karibik auf dem Fünfmast-Luxussegler Royal Clipper. Um sich ihre Frage zu beantworten bucht Marianne kurz entschlossen denselben Törn und reist ihrem Mann hinterher. Am Zielflughafen begegnet sie den beiden jungen Supermarktangestellten Grit und Lisa, die ebenfalls auf dem Weg zur Royal Clipper sind. Kapitän Arno Köhler hatte beide aus Dankbarkeit auf die bevorstehende Kreuzfahrt eingeladen, denn sie hatten seinem kleinen Sohn nach einem Fahrradunfall das Leben gerettet. Die jungen Damen erleben in der Folge die schönsten Wochen ihres Lebens, genießen den Luxus an Bord und die exotische Umgebung und verpassen nach einem Ausflug fast die Abfahrt der Royal Clipper.
Als Rudolf Bauer seine Frau unter den Passagieren des Luxusseglers ausmacht, ist er zunächst im höchsten Grade empört und verärgert. Seine Urlaubsstimmung scheint verdorben, doch im Laufe der Kreuzfahrt ändert sich die Lage. Tamara erkennt allmählich, dass sie und Rudolf nur wenige gemeinsame Interessen haben und dass Rudolf für seine Frau durchaus noch Gefühle aufbringt. Schließlich verlässt Tamara das Schiff und Marianne und Rudolf finden wieder zueinander.
Kapitän Köhler, der mit Marlene gewettet hatte, dass Rudolf bei Tamara bleiben würde, muss nun seinen bisher unfehlbaren Kompass der Liebe neu einnorden.

## Kritik
TV Spielfilm schrieb: „Wie ein Schiffssegel: blass und aufgebläht.“